# Данина Каталонії
«Данина Каталонії» (англ. Homage to Catalonia) — книга англійського письменника Джорджа Орвелла. У книзі Орвелл розповідає про свій досвід участі в громадянській війні в Іспанії на боці республіканців у складі ополчення лівої антисталіністської Робітничої партії марксистського об'єднання (ПОУМ). Книжка написана з позицій демократичного соціалізму, антифашизму та антисталінізму. В ній Орвелл протестує проти політичних репресій, здійснюваних іспанськими комуністами, тотальної брехні та наклепів, які поширював проти своїх противників Комінтерн.
Через критику іспанських комуністів книжка була відкинута Віктором Голланцом, який раніше публікував усі книги Орвелла (видавництво Victor Gollancz Ltd), і тому йому довелося шукати нового видавця, яким став Фредерік Варбург — пізніше також видавець Орвеллових книг «Колгосп тварин» та «1984».
Книга була опублікована у квітні 1938, але в той час не мала майже жодного впливу і до початку Другої світової війни було продано тільки 900 примірників. До лютого 1952 року книга також видавалась в Сполучених Штатах Америки.

## Переклади українською
- Орвелл, Джордж (2017). Данина Каталонії. "Майстри світової прози". Переклад з англ.: Ірина Сав'юк. Київ: Видавництво Жупанського. 240 стор. ISBN 978-966-2355-76-5. {{cite book}}: стрип-маркер templatestyles в |інші= на позиції 12 (довідка)